# Comuna Skulîn, Kovel
Skulîn (în ucraineană Скулин) este o comună în raionul Kovel, regiunea Volînia, Ucraina, formată din satele Skulîn (reședința) și Stebli.

## Demografie
Componența lingvistică a satului Skulîn
     Ucraineană (99,43%)
     Alte limbi (0,56%)
Conform recensământului din 2001, majoritatea populației satului Skulîn era vorbitoare de ucraineană (99,43%), existând în minoritate și vorbitori de alte limbi.